# Saint-Eugène (Aisne)
Saint-Eugène è un comune francese di 238 abitanti situato nel dipartimento dell'Aisne della regione dell'Alta Francia.

## Società

### Evoluzione demografica
Abitanti censiti